# Симон Леку
Симон Леку Андраде (Арироријага, 11. фебруар 1912 — Мадрид, 27. фебруар 1984) био је шпански фудбалер који је играо на позицији офанзивног везног играча.

## Клупска каријера
Рођен у Арироријаги, граду у Бискаји, Леку је своје прве две сезоне у Примери провео у екипи Алавеса, такође из Баскије. Дебитовао је као професионалац са 18 година, након што је стигао из Басконије.
Леку се придружио Бетису 1932. године, дајући девет голова у 21 утакмици и доприносећи да клуб из Андaлузије освоји своју прву и једину титулу у највишем рангу такмичења, у сезони 1934/35, под вођством ирског тренера Патрика О’Конела. Након те треће и последње сезоне, напустио је клуб.
Затим је прешао у Реал Мадрид, где је наставио да редовно наступа, постижући рекорд у каријери од 12 голова у својој другој сезони (1939/40) – такмичење се није одржавало од 1936. до 1939. због Шпанског грађанског рата – па је екипа остала без трофеја. Након четири сезоне у Валенсији, где је освојио своју другу титулу шампиона у сезони 1943/44, завршио је каријеру 1949. године у 37. години живота, после кратких периода у аматерском клубу Чамбери и Сарагоси. Укупно је у 13 прволигашких сезона одиграо 250 утакмица и постигао 59 голова.
Леку је преминуо у Мадриду у 72. години живота, након што је доживео шлог у свом дому.

## Репрезентативна каријера
Леку је за репрезентацију Шпаније одиграо седам утакмица током две године и постигао један гол. Био је члан екипе која је учествовала на Светском првенству 1934, где је Шпанија елиминисана у четвртфиналу након пораза од домаћина и будућих шампиона Италије.
Дебитовао је 27. маја 1934. управо на том турниру, у победи од 3 : 1 против Бразила у Ђенови.

## Трофеји
- Бетис : Ла Лига: 1934/35
- Валенсија : Ла Лига: 1943/44
- Реал Мадрид : Куп краља: 1936